# Inocelliidae
Inocelliidae is een familie van gevleugelde insecten die behoort tot de orde kameelhalsvliegen (Raphidioptera).
Inocelliidae is een relatief kleine familie van ongeveer 30 soorten, de overige soorten kameelhalsvliegen behoren allemaal tot de enige andere familie, de Raphidiidae, die ongeveer 190 soorten telt. De twee families verschillen in de bouw van de kop, de soorten uit de familie Inocelliidae hebben geen ocelli op de bovenzijde van de kop terwijl deze bij soorten uit de familie Raphidiidae wel aanwezig zijn.
In Nederland en België komt uit de familie Inocelliidae de Inocellia crassicornis als enige soort voor.

## Geslachten
De familie van Inocelliidae omvat de volgende geslachten:
- Fibla
- Indianoinocellia
- Inocellia
- Negha
- Parainocellia
- Sininocellia